# Santa Elisabetta
Santa Elisabetta település Olaszországban, Szicília régióban, Agrigento megyében. Lakosainak száma 2182 fő (2023. január 1.). Santa Elisabetta Aragona, Joppolo Giancaxio, Raffadali és Sant'Angelo Muxaro községekkel határos.

## Népesség
A település lakossága az elmúlt években az alábbi módon változott:
| Lakosok száma | 2413 | 2366 | 2182 |
|               | 2017 | 2018 | 2023 |